# Synsphyronus melanochelatus
Espèce
Synonymes
- Maorigarypus melanochelatus Chamberlin, 1930

Synsphyronus melanochelatus est une espèce de pseudoscorpions de la famille des Garypidae.

## Distribution
Cette espèce est endémique de Nouvelle-Zélande. Elle se rencontre sur l'île du Nord.

## Description
Les mâles mesurent de 3,2 à 3,4 mm et les femelles de 3,9 à 4,0 mm.

## Publication originale
- Chamberlin, 1930 : A synoptic classification of the false scorpions or chela-spinners, with a report on a cosmopolitan collection of the same. Part II. The Diplosphyronida (Arachnida-Chelonethida). Annals and Magazine of Natural History, sér. 10, vol. 5, p. 1-48 & 585-620.